# Teretriosoma paradoxum
Teretriosoma paradoxum är en skalbaggsart som beskrevs av Lewis 1888. Teretriosoma paradoxum ingår i släktet Teretriosoma och familjen stumpbaggar. Inga underarter finns listade i Catalogue of Life.